# Osimertinib
Osimertinib, pod zaščitenim imenom Tagrisso, je zdravilo za zdravljenje nedrobnoceličnega pljučnega raka s prisotnimi določenimi mutacijami. Gre za učinkovino, ki spada v tretjo generacijo zaviralcev tirozin kinaz.
Med najpogostejše neželene učinke spadajo driska, izpuščaj, kostno-mišična bolečina, suha koža, zanohtnica, vnetje v ustni votlini, utrujenost in kašelj.
Osimertinib so za klinično uporabo v ZDA odobrili novembra 2015,  v Evropski uniji pa februarja 2016. 

## Klinična uporaba
Osimertinib se uporablja za zdravljenje lokalno napredovalega ali razsejanega nedrobnoceličnega pljučnega raka (NDPR), pri katerem vsebujejo rakave celice mutacijo T790M v genu za EGFR ali aktivirajoče mutacije za EGFR. Mutacija T790M je lahko prisotna de novo ali pa pridobljena zaradi predhodnega zdravljenja s katerim od drugih zaviralcev tirozin kinaz, kot sta gefitinib in afatinib.
Pri bolnikih, ki prejemajo osimertinib, se razvije odpornost proti zdravilu v povprečju po desetih mesecih zdravljenja. V večini primerov odpornosti proti zdravilu gre za mutacijo v eksonu (C797S).

## Neželeni učinki
Zelo pogosti neželeni učinki (se pojavijo pri več kot 10 % bolnikov) vključujejo drisko, stomatitis, izpuščaj, srbečo ali suho kožo, zanohtnica, zmanjšanje števila krvnih ploščic, zmanjšanje števila belih krvnička.
Med pogoste neželene učinke (pojavi se pri 1–10 % bolnikov) spada intersticijska pljučna bolezen.